# Triathlon de Huatulco
Le Triathlon de Huatulco est une course qui se déroule à Huatulco, au Mexique. Il a lieu tous les ans depuis 2008.
Organisé par l'ITU, ce triathlon est un événement majeur dans le calendrier international du fait de son label « World Cup ».

## Palmarès

### Masculin
| Épreuves | Or                                      | Argent                                 | Bronze                                 |
| -------- | --------------------------------------- | -------------------------------------- | -------------------------------------- |
| 2024     | Richard Murray (NED) 58 min 07 s        | Mathis Beaulieu (CAN) 58 min 15 s      | John Reed (USA) 58 min 21 s            |
| 2023     | David Castro Fajardo (ESP) 54 min 13 s  | Tyler Mislawchuk (CAN) 54 min 14 s     | Aram Peñaflor Moysen (MEX) 54 min 17 s |
| 2022     | Genis Grau (ESP) 53 min 47 s            | Tyler Mislawchuk (CAN) 53 min 48 s     | Miguel Hidalgo (BRA) 53 min 50 s       |
| 2021     | Tyler Mislawchuk (CAN) 53 min 09 s      | Manoel Messias (BRA) 53 min 21 s       | Miguel Hidalgo (BRA) 53 min 22 s       |
| 2019     | Tyler Mislawchuk (CAN) 55 min 04 s      | Morgan Pearson (USA) 55 min 11 s       | Manoel Messias (BRA) 55 min 14 s       |
| 2018     | Rodrigo González (MEX) 55 min 32 s      | Manoel Messias (BRA) 55 min 45 s       | Diogo Sclebin (BRA) 55 min 51 s        |
| 2016     | Étienne Diemunsch (FRA) 1 h 58 min 23 s | Jelle Geens (BEL) 1 h 58 min 40 s      | Drew Box (AUS) 1 h 58 min 42 s         |
| 2015     | Irving Pérez (MEX) 59 min 25 s          | Maximilian Schwetz (GER) 59 min 29 s   | Thomas Springer (AUT) 59 min 31 s      |
| 2014     | Luciano Taccone (ARG) 2 h 01 min 58 s   | Davide Uccellari (ITA) 2 h 02 min 08 s | Aurélien Lescure (TUR) 2 h 02 min 09 s |
| 2013     | Artem Parienko (RUS) 2 h 03 min 12 s    | Luciano Taccone (ARG) 2 h 03 min 24 s  | Irving Pérez (MEX) 2 h 03 min 44 s     |
| 2012     | Simon De Cuyper (BEL) 2 h 02 min 34 s   | Ryan Sissons (NZL) 2 h 02 min 50 s     | Danylo Sapunov (UKR) 2 h 02 min 54 s   |
| 2011     | Matt Chrabot (USA) 2 h 00 min 37 s      | Richard Murray (RSA) 2 h 00 min 50 s   | Bruno Pais (POR) 2 h 01 min 05 s       |
| 2010     | Javier Gomez (ESP) 1 h 49 min 08 s      | Ruedi Wild (SUI) 1 h 49 min 38 s       | Matt Chrabot (USA) 1 h 49 min 54 s     |
| 2009     | Matt Chrabot (USA) 1 h 57 min 22 s      | Ruedi Wild (SUI) 1 h 59 min 32 s       | Jarrod Shoemaker (USA) 2 h 01 min 02 s |
| 2008     | Kris Gemmell (NZL) 2 h 03 min 23 s      | Jarrod Shoemaker (USA) 2 h 03 min 32 s | Laurent Vidal (FRA) 2 h 04 min 22 s    |

### Féminin
| Épreuves | Or                                          | Argent                                     | Bronze                                       |
| -------- | ------------------------------------------- | ------------------------------------------ | -------------------------------------------- |
| 2024     | Alberte Kjær Pedersen (DEN) 1 h 04 min 54 s | Rachel Klamer (NED) 1 h 04 min 54 s        | Solveig Løvseth (NOR) 1 h 04 min 54 s        |
| 2023     | Anahi Alvarez Corral (MEX) 1 h 00 min 31 s  | Gwen Jorgensen (USA) 1 h 01 min 04 s       | Mercedes Romero Orozco (MEX) 1 h 01 min 11 s |
| 2022     | Annika Koch (GER) 1 h 00 min 01 s           | Emy Legault (CAN) 1 h 00 min 13 s          | Bianca Seregni (ITA) 1 h 00 min 15 s         |
| 2021     | Alberte Kjær Pedersen (DEN) 1 h 00 min 24 s | Kirsten Kasper (USA) 1 h 00 min 36 s       | Lisa Perterer (AUT) 1 h 00 min 37 s          |
| 2019     | Summer Rappaport (USA) 1 h 00 min 56 s      | Alexandra Razarenova (RUS) 1 h 01 min 05 s | Lisa Perterer (AUT) 1 h 01 min 19 s          |
| 2018     | Chelsea Sodaro (USA) 1 h 01 min 14 s        | Deborah Lynch (NZL) 1 h 01 min 39 s        | Beatriz Neres (BRA) 1 h 01 min 41 s          |
| 2016     | Jolanda Annen (SUI) 2 h 14 min 06 s         | Agnieszka Jerzyk (POL) 2 h 14 min 19 s     | Yuliya Yelistratova (UKR) 2 h 14 min 27 s    |
| 2015     | Valentina Carvallo (CHI) 1 h 06 min 20 s    | Jolanda Annen (SUI) 1 h 06 min 48 s        | Kirsten Kasper (USA) 1 h 06 min 59 s         |
| 2014     | Ai Ueda (JPN) 2 h 14 min 52 s               | Claudia Rivas (MEX) 2 h 15 min 19 s        | Mateja Šimic (SLO) 2 h 16 min 48 s           |
| 2013     | Pâmella Oliveira (BRA) 2 h 16 min 10 s      | Lisa Perterer (AUT) 2 h 16 min 48 s        | Yuliya Yelistratova (UKR) 2 h 16 min 57 s    |
| 2012     | Flora Duffy (BER) 2 h 13 min 17 s           | Pâmella Oliveira (BRA) 2 h 13 min 47 s     | Claudia Rivas (MEX) 2 h 13 min 53 s          |
| 2011     | Juri Ide (JPN) 2 h 12 min 52 s              | Annamaria Mazzetti (ITA) 2 h 13 min 39 s   | Marina Damlaimcourt (ESP) 2 h 13 min 52 s    |
| 2010     | Ai Ueda (JPN) 1 h 59 min 51 s               | Nicola Spirig (SUI) 2 h 00 min 24 s        | Rachel Klamer (NED) 2 h 00 min 40 s          |
| 2009     | Ai Ueda (JPN) 2 h 12 min 47 s               | Helle Frederiksen (DEN) 2 h 13 min 13 s    | Jessica Harrison (FRA) 2 h 13 min 29 s       |
| 2008     | Samantha Warriner (NZL) 2 h 14 min 02 s     | Sarah Groff (USA) 2 h 14 min 45 s          | Andrea Whitcombe (GBR) 2 h 15 min 02 s       |